# Rhabdomastix fasciger
Rhabdomastix fasciger är en tvåvingeart som beskrevs av Alexander 1920. Rhabdomastix fasciger ingår i släktet Rhabdomastix och familjen småharkrankar. Inga underarter finns listade i Catalogue of Life.